# Bataille de la ferme Crysler
Guerre de 1812
Batailles
- Bataille de l'île Mackinac (1812)
- Bataille de Fort Dearborn
- Bataille de Détroit
- Campagne du Niagara
- Bataille du moulin de Lacolle (1812)

- Bataille de Frenchtown
- Combat de la Shannon et de la Chesapeake
- Bataille de York
- Bataille de la rivière Thames
- Guerre Creek
- Bataille de la Châteauguay
- Bataille de la ferme Crysler

- Bataille de l'île Mackinac (1814)
- Incendie de Washington
- Bataille de Prairie du Chien
- Bataille de Baltimore

- Bataille de La Nouvelle-Orléans

La bataille de la ferme Crysler, connue aussi sous le nom de bataille du champ Crysler, eut lieu le 11 novembre 1813, pendant la guerre anglo-américaine de 1812. Elle s'acheva par une victoire des forces militaires britanniques et canadiennes sur les forces américaines, pourtant 9 fois supérieures en nombre. La défaite américaine força cette armée à abandonner son offensive sur la vallée du Saint-Laurent à l'automne 1813.

## Plan américain
La bataille fut planifiée pour la capture de Montréal. Ce plan incluait une action militaire avec celle de Châteauguay, connu sous le nom de la campagne du Saint-Laurent.
Le plan américain fut planifié par le secrétaire à la Guerre des États-Unis John Armstrong, Jr., qui initialement prenait le commandement lui-même. À cause des difficultés à concentrer les troupes américaines dans un seul endroit, cela nécessita l'emploi de deux forces militaires pour prendre Montréal. Le major-général James Wilkinson avait une division de 8 000 hommes concentrée à Sackets Harbor sur le lac Ontario, et il devait descendre le fleuve Saint-Laurent en bateaux. Il devait faire le rendez-vous à un certain point, et rejoindre avec la division de 4 000 hommes du major-général Wade Hampton qui avançait de Plattsburgh sur le lac Champlain, pour l'attaque finale sur Montréal.

### Dispositions britannique
Les Britanniques sous commandement :
- Les Voltigeurs canadiens étaient sous le commandement du major-général Frederick Heriot, avaient leurs positions dans un ravin proche des Américains et dans les bois sur la gauche. Ils comprenaient trois compagnies de voltigeurs et 24-25 Mohawks de Tyendinaga[3] sous le commandement du lieutenant-interprète Charles Anderson.
- Le front droit était un détachement de Prescott sous les commandes du lieutenant-colonel Thomas Pearson (en)[4]. Il y avait des compagnies (légère et grenadier) du 49e régiment et un détachement de Régiment canadien d'infanterie d'escrimeur (un total de 150 hommes) avec un canon de 6 livres de l'artillerie provinciale canadienne.